# Совет Окленда
Совет Окленда (англ. Auckland Council, маори Te Kaunihera o Tāmaki Makaurau) — совет местного самоуправления региона Окленд в Новой Зеландии.
Это территориальный орган, который имеет обязанности и полномочия регионального совета и, таким образом, является унитарным органом власти в соответствии с Законом о местном самоуправлении (Оклендский совет) 2009 г., которым был учрежден Совет. Руководящий орган состоит из мэра и 20 советников, избираемых от 13 округов. Также есть 149 членов 21 местного совета, которые принимают решения по вопросам местного значения в своих сообществах. Это крупнейший совет в Океании с годовым бюджетом в 3 миллиарда долларов, собственным капиталом в размере 29 миллиардов долларов и 9870 штатными сотрудниками по состоянию на 30 июня 2016 года. Совет начал работу 1 ноября 2010 года, объединив функции предыдущего областного совета и семи городских и районных советов области в один «суперсовет» или «супергород».
Совет был учреждён рядом актов парламента, а Оклендское переходное агентство также было создано центральным правительством. Как средства, с помощью которых был создан Совет, так и его структура неоднократно в период создания подвергались широкой критике.
Первоначальные выборы в совет в октябре 2010 г. вернули в основном левоцентристский совет с Леном Брауном в качестве мэра. Браун был переизбран в октябре 2013 года, снова при значительной поддержке совета. На выборах мэра 2016 года победил депутат от лейбористской партии Фил Гофф, который одержал убедительную победу над своими ближайшими соперниками, Викторией Кроун и будущим депутатом от Партии зеленых Хлоей Сварбрик. Гофф переизбрался на выборах мэра 2019 года.